# Thonne-la-Long
Thonne-la-Long ist eine französische Gemeinde mit 357 Einwohnern (Stand: 1. Januar 2022) im Département Meuse in der Region Grand Est (bis 2015 Lothringen). Sie gehört zum Arrondissement Verdun und zum Kanton Montmédy. Die Einwohner werden Hourlons genannt.

## Geografie
Thonne-la-Long liegt am Fluss Thonne an der Grenze zu Belgien, etwa 55 Kilometer nördlich von Verdun. Umgeben wird Thonne-la-Long von den Nachbargemeinden Breux im Nordwesten und Norden, Meix-devant-Virton (Belgien) im Norden und Nordosten, Rouvroy (Belgien) im Osten und Südosten, Verneuil-Grand und Verneuil-Petit im Süden, Montmédy im Südwesten sowie Avioth im Westen.

## Bevölkerungsentwicklung
| Jahr                       | 1962 | 1968 | 1975 | 1982 | 1990 | 1999 | 2006 | 2011 | 2019 |
| Einwohner                  | 218  | 204  | 162  | 137  | 137  | 181  | 241  | 269  | 348  |
| Quellen: Cassini und INSEE |      |      |      |      |      |      |      |      |      |

## Sehenswürdigkeiten
- Kirche Saint-Martin, 1868 bis 1871 erbaut

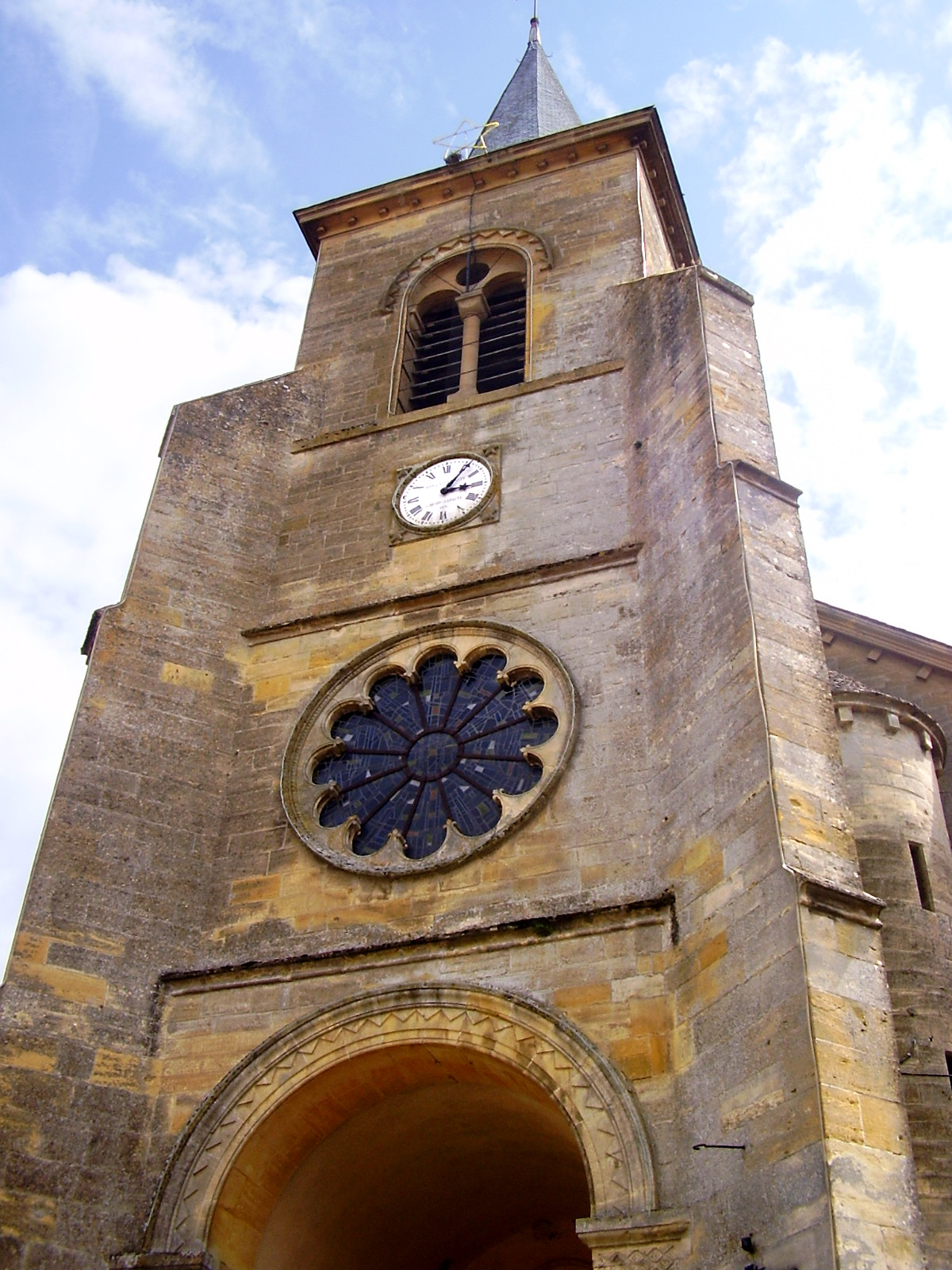
Kirche Saint-Martin

## Persönlichkeiten
- Gebrüder Lepaute
  - Jean André Lepaute (1720–1789), Uhrmacher
  - Jean Baptiste Lepaute (1727–1802), Uhrmacher
- Joseph Lepaute Dagelet (1751–1788), Astronom und Entdecker (Neffe der Gebrüder Lepaute)
- Lucien Corvisart (1824–1882), Arzt